# Naussac, Aveyron

Naussac este o comună în departamentul Aveyron din sudul Franței. În 1 ianuarie 2022 avea o populație de 414 de locuitori.